# エドマンド・フィッツアラン (第9代アランデル伯)
第9代アランデル伯爵エドマンド・フィッツアラン（英語: Edmund FitzAlan, 9th Earl of Arundel、1285年5月1日 - 1326年11月17日）は、イングランドの貴族。
はじめエドワード2世の寵臣政治に反対する反国王派貴族であったが、国王寵臣小ディスペンサーと縁戚関係になってから王党派となる。王妃イザベラのクーデタにより処刑された。

## 経歴

### 生い立ちと反国王派時代

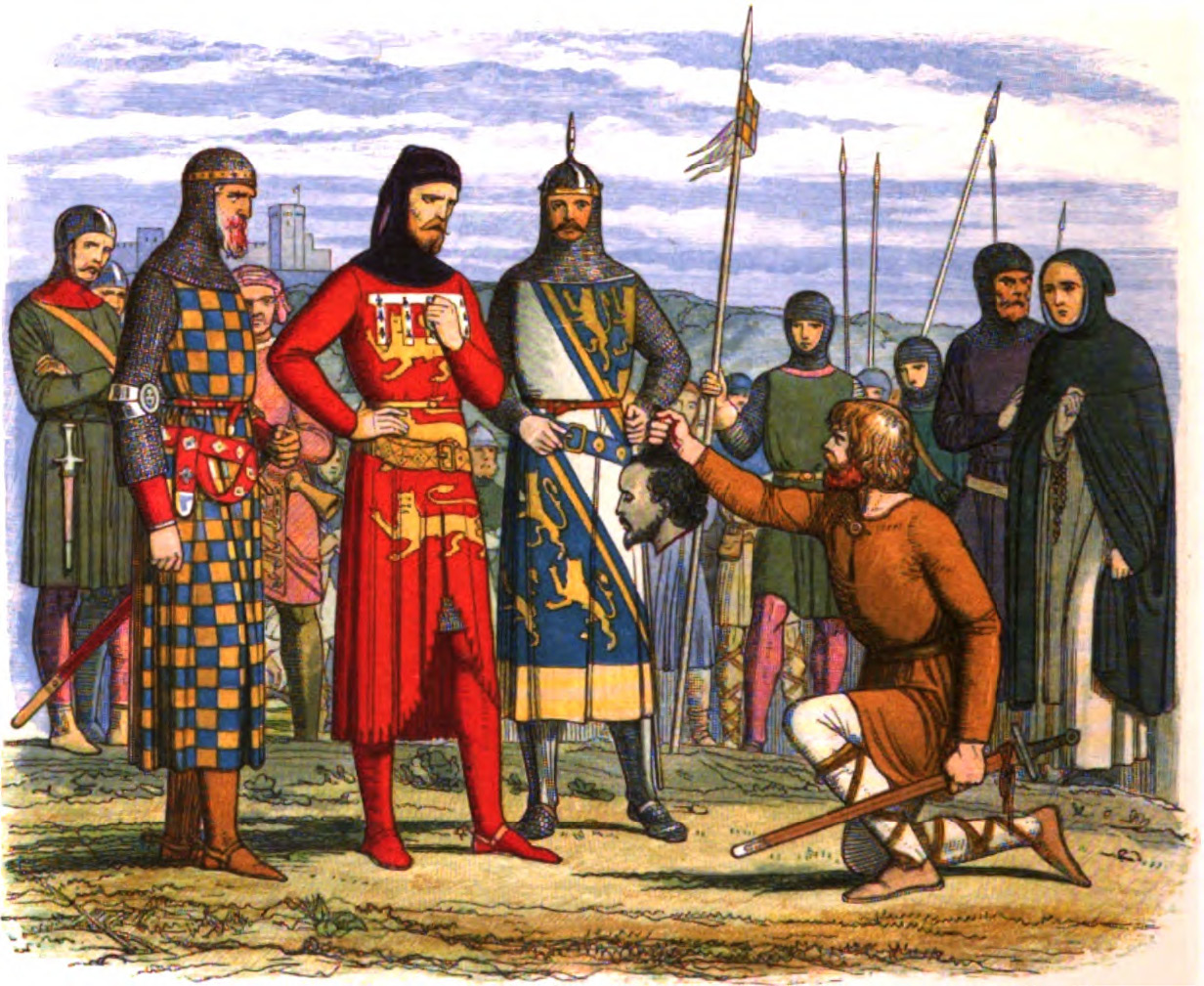
アランデル伯ら諸侯がギャヴィストンを私刑で斬首した場面の絵
A Chronicle of England,1864年

1285年5月1日、第8代アランデル伯リチャード・フィッツアランとその妻アリス（サルッツォ侯トンマーゾ1世の娘）の間の長男としてウィルトシャー・マールバラ城に生まれる
1302年3月9日に父の死により第9代アランデル伯爵位を継承した。
1307年12月2日にウォリングフォードで開かれた馬上試合においてエドワード2世の寵臣初代コーンウォール伯ピアーズ・ギャヴィストンに敗れたことがきっかけでギャヴィストンを憎むようになった。1312年には貴族の反ギャヴィストン連合に加わって彼の逮捕と殺害に関与した。また第2代ランカスター伯トマスと並んでエドワード2世との和解が最も遅い貴族だった。1314年にエドワード2世がスターリングに援軍に出た際にもランカスター伯と彼は同行を拒否し、結果イングランド軍はバノックバーンの戦いで敗れた。
1316年にはトレント北部のキャプテン・ジェネラル（captain-general of the country north of the Trent）に就任した。

### 王党派に
1321年に彼の長男リチャードがエドワード2世の寵臣小ディスペンサーの娘イザベラと結婚したことで彼の政治姿勢にも変化が現れた。
しばらくは王党派に転じることを逡巡したものの、最終的に1321年10月のエドワード2世によるリーズ城包囲の際に王党派に転じた。
1322年のランカスター伯の反乱では、シュルーズベリーで降服した第3代モーティマー男爵ロジャー・モーティマーに降伏するよう説得をしたのは彼であった。またポンテフラクトでのランカスター伯の裁判では裁判官の一人を務めた。また反乱参加貴族のモーティマー男爵や初代バドルズミア男爵バーソロミュー・ド・バドルズミアの没収領地の多くは彼に与えられた。1323年にはモーティマー男爵が就いていたウェールズ司法長官の地位も与えられた。1325年にはウェールズ辺境領監察官（Warden of the Welsh Marches）に任じられた。

### 王妃のクーデタで処刑

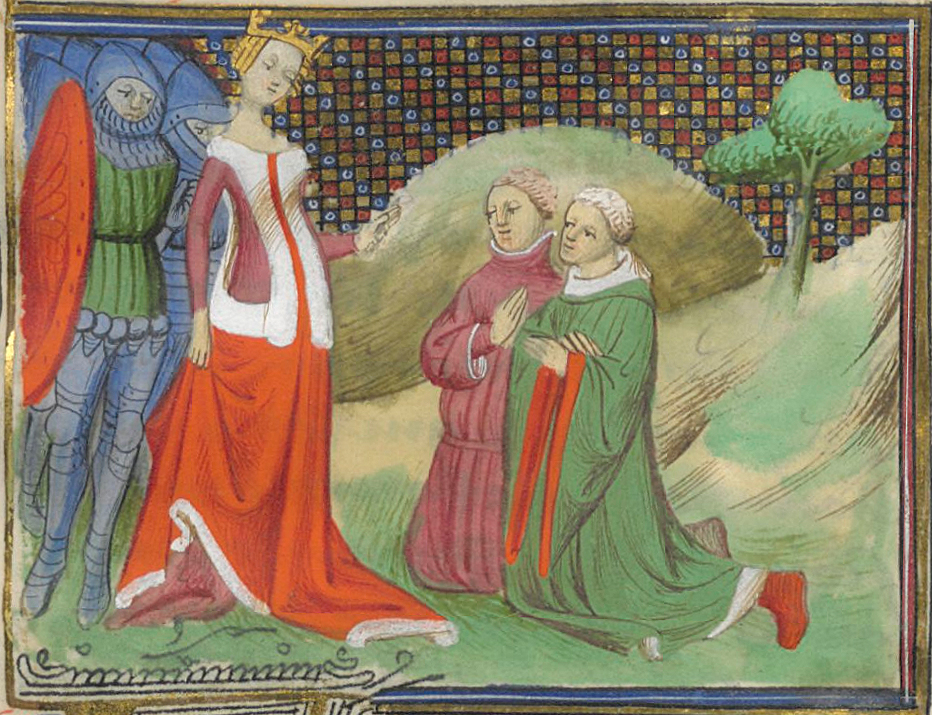
クーデタで権力を握ったイザベラ王妃に命乞いする大ディスペンサーとアランデル伯

1326年にフランスにいた王妃イザベラとモーティマー男爵が率いる反乱軍がイングランドに上陸してクーデタを開始した際にも国王エドワード2世側に付いた数少ない貴族の一人であった。ウェールズと西部の防衛にあたったが、ほとんど有効な手を打てず、反乱軍の前に敗れ去った。
彼はシュロップシャーで反乱軍の捕虜となり、ヘレフォードにいる王妃の下まで連行された。モーティマー男爵が彼を恨んでいたこともあり、裁判にかけられることもなく、11月17日に斬首で処刑された。また私権剥奪によりすべての所領・称号が剥奪された。ロンドンでは暴徒によって彼の財産が略奪されている。
1330年に私権剥奪が解除され、息子のリチャードが10代アランデル伯位を継承している。

## 爵位
1302年3月9日の父リチャード・フィッツアランの死去により以下の爵位を継承した。
- 第9代アランデル伯爵 (9th Earl of Arundel)
(1138年頃創設のイングランド貴族爵位)

## 家族
1305年に第6代サリー伯ジョン・ド・ワーレンの孫娘アリスと結婚。彼女との間に以下の7子を儲ける。
| 名前       | 生年     | 没年          | 備考                                                                                               |
| ---------- | -------- | ------------- | -------------------------------------------------------------------------------------------------- |
| リチャード | 1313年頃 | 1376年1月24日 | 10代アランデル伯に復権 (1)イザベル・ル・ディスペンサーと結婚 (2)エレノア・オブ・ランカスターと結婚 |
| エドマンド | —        | 1349年頃      | |
| マイケル   | —        | —             | |
| メアリー   | —        | 1396年8月29日 | ブラックミアのストレンジ男爵ジョン・ル・ストレンジと結婚                                           |
| アイリーン | —        | 1386年1月20日 | 第5代ノッキンの第5代ストレンジ男爵ロジャー・ル・ストレンジと結婚                                   |
| アリス     | —        | 1326年        | 第5代ヘレフォード伯ジョン・ド・ブーンと結婚                                                        |
| キャサリン | —        | 1376年        | (1) 第2代ハッシー男爵ヘンリー・ハッシーと結婚 (2) アンドリュー・ペベレルと結婚                     |
| エレノア   | —        | —             | 初代ライル男爵ジェラルド・ド・ライルと結婚                                                         |
| エリザベス | -        | -             | 第4代ラティマー男爵ウィリアム・ラティマーと結婚                                                    |